# Ют
Ют (от руски: ют, заето от холандски: hut – „ют, каюта“) е кърмова надстройка на плавателен съд или кърмовата част на горната палуба.
При съвременните търговски кораби няма ют и това понятие не се използва. Описанията по-долу се отнасят за ветроходи и търговски кораби строени до средата на 20-ти век.

## Варианти
Ютът, във вид на издигната част от кърмата на кораба или допълнителната палуба над юта, преминаващи в корпуса на съда се нарича „полуют“. Старинното название шканците и юта е „ахтерзейл-кастел“.
Ютът, като надстройка, може да бъде удължен или къс. В него са разположени товарни помещения, каютите за екипажа и пътниците или служебните помещения, а също така елементите на кърмовите швартово и котвени устройства.
На ветроходните съдове ютът, като част от палубата, се намира от кърмата до бизанмачтата (кърмовата мачта). Ютът, като надстройка в тази част на палубата, служи за укритие на рулевото устройство и рулевия от лошото време, а също така за разполагане на каютите на капитана и неговите помощници.
На юта, на еднопалубните съдове, може да има туиндек (междупалубно пространство).